# ایاشیکی
ایاشیکی (癒し系) یک ژانر خاص برای آثار ژاپنی است. این ژانر یک زیرمجموعه از ژانر برشی از زندگی است که شخصیت‌هایی را که در محیط‌های آرام زندگی می‌کنند نشان می‌دهد و هدف آن این است که تأثیر درمانی بر مخاطبان داشته باشد. کلمه ایاشیکی در ژاپنی می‌تواند به معنای «سیستم شفا» یا خود «شفا» باشد. شانون کی گاریتی از اوتاکو یواس‌ای نوشت که در آثار ایاشیکی، «تمرکز بر شخصیت و طرح داستان کمتر است و بیشتر بر ساختن جهان و ایجاد یک محیط بصری عمیق است».

## خاستگاه
ایاشیکی در اواخر دهه ۱۹۷۰ ایجاد شد، اما در سال ۱۹۹۵، در پی زلزله بزرگ هانشین و حمله سارین متروی توکیو، به‌عنوان یک زیرژانر متمایز ظاهر شد. این رویدادهای آسیب‌زا، همراه با رکود اقتصادی، منجر به چیزی می‌شود که محقق پل روکت آن را روند ایاشی یا رونق شفا می‌نامد. آسیبی که مردم ژاپن متحمل شدند «زمینه عاطفی را برای ظهور آرامش به عنوان یک احساس سودآور و قابل فروش فراهم کرد».

## برخی آثار در این سبک
- کی-اون!
- هم‌اتاقی من یک گربه است
- همسایه من توتورو
- نون نون بیوری
- موشیشی
- جادوگر پرنده

## بازخوردها
پاتریک لوم، روزنامه‌نگار روزنامه گاردین، مقاله‌ای دربارهٔ این ژانر با عنوان «در ستایش ایاشیکی: چرا ما عاشق انیمه‌های آرامش‌بخش که در آن هیچ اتفاقی نمی‌افتد، هستیم» نوشته و این ژانر را ستایش کرده است. او در این مقاله توضیح داد که حتی اگر آثاری در این ژانر را به این علت که اتفاقات زیادی در زمینه طرح‌بندی داستان در آن‌ها نمی‌افتد، بتوان «کسالت‌آور» در نظر گرفت، اما به مخاطب احساس دوستانه‌ای منتقل می‌کنند. در واقع هیچ چیزی از دیدگاه این آثار به اندازه فعالیت سالم نمی‌تواند یک اوقات نسبتاً آرامش‌بخش ایجاد کند. او حتی چند انیمه مانند همسایه من توتورو را توصیه کرد.